# 察罕殿齐·森丕勒尼玛
察罕殿齐·森丕勒尼玛（1896年？—1942年）蒙古族，达尔罕旗九家子村人，第六世察罕殿齐活佛。

## 生平
第六世察罕殿齐活佛耶希达日扎被贬为俗人之后，1933年，达尔罕旗当年的落名灵童森丕勒尼玛被迎请至瑞应寺，成为瑞应寺的第二位六世活佛。森丕勒尼玛于1942年圆寂，享年47岁。